# Lodewijk Armand I van Bourbon-Conti
Lodewijk Armand I van Bourbon, prins van Conti (Parijs, 4 april 1661 - Fontainebleau, 9 november 1685) was de prins van Conti vanaf 1666 tot zijn plotselinge dood in 1685. Hij volgde zijn vader, Armand, op als prins van Conti. Hij was een lid van het huis Bourbon en daarom was hij een prins van het Eerste Bloed.

## Leven
Lodewijk Armand werd geboren op 4 april 1661 in Parijs, als zoon van prins Armand van Bourbon-Conti en diens vrouw prinses Anne Marie Martinozzi. Zijn moeder was een nichtje van kardinaal Jules Mazarin. In 1680 trad Lodewijk Armand in het huwelijk met Marie Anne van Bourbon, een buitenechtelijke dochter van koning Lodewijk XIV van Frankrijk en diens maîtresse Louise de La Vallière. Lodewijk Armand was toen achttien jaar oud en Marie Anne was dertien jaar. Aangezien geen van hen was geïnstrueerd over wat van hun verwacht werd tijdens hun eerste nacht samen, resulteerde dit in een ramp, waardoor uiteindelijk de jonge prinses wanhopig op de vlucht ging, en de prins wilde nooit meer het bed delen van een vrouw.
Hij diende met onderscheid in Vlaanderen in 1683 en, tegen de wens van de koning, ging hij naar Hongarije waar hij de Oostenrijkers hielp in hun oorlog tegen de Turken in de buurt van Gran, in hetzelfde jaar. Het is waarschijnlijker dat hij met Eugenius van Savoye vluchtte naar Frankfurt, maar terugging op gezag van de zonnekoning. Hij overleed in Fontainebleau aan de pokken die hij had gekregen van zijn vrouw. Terwijl zij na enige tijd herstelde, stierf de prins binnen vijf dagen op 9 november 1685.
Omdat hij en zijn vrouw geen nakomelingen hadden werd hij opgevolgd door zijn jongere broer Frans Lodewijk.